# Boxning vid olympiska sommarspelen 1976
Boxningen vid olympiska sommarspelen 1976 i Montréal innehöll 11 grenar.

## Medaljtabell
| Gren                        | Guld                          | Silver                           | Brons                                                           |
| Lätt flugvikt Detaljer...   | Jorge Hernández · Kuba        | Byong Uk Li · Nordkorea          | Payao Pooltarat · Thailand Orlando Maldonado · Puerto Rico      |
| Flugvikt Detaljer...        | Leo Randolph · USA            | Ramon Duvalon · Kuba             | David Torosian · Sovjetunionen Leszek Blazynski · Polen         |
| Bantamvikt Detaljer...      | Yong Jo Gu · Nordkorea        | Charles Mooney · USA             | Patrick Cowdell · Storbritannien Viktor Rybakov · Sovjetunionen |
| Fjädervikt Detaljer...      | Ángel Herrera · Kuba          | Richard Nowakowski · Östtyskland | Leszek Kosedowski · Polen Juan Paredes · Mexiko                 |
| Lättvikt Detaljer...        | Howard Davis · USA            | Simion Cuțov · Rumänien          | Vasilij Solomin · Sovjetunionen Ace Rusevski · Jugoslavien      |
| Lätt weltervikt Detaljer... | Sugar Ray Leonard · USA       | Andrés Aldama · Kuba             | Vladimir Kolev · Bulgarien Kachimierz Szcerba · Polen           |
| Weltervikt Detaljer...      | Jochen Bachfeld · Östtyskland | Pedro Gamarro · Venezuela        | Reinhard Skricek · Västtyskland Victor Zilberman · Rumänien     |
| Lätt mellanvikt Detaljer... | Jerzy Rybicki · Polen         | Tadja Kacar · Jugoslavien        | Viktor Savtjenko · Sovjetunionen Rolando Garbey · Kuba          |
| Mellanvikt Detaljer...      | Michael Spinks · USA          | Rufat Riskijev · Sovjetunionen   | Alec Nastac · Rumänien Luis Felipe Martínez · Kuba              |
| Lätt tungvikt Detaljer...   | Leon Spinks · USA             | Sixto Soria · Kuba               | Costica Danifoiu · Rumänien Janusz Gortat · Polen               |
| Tungvikt Detaljer...        | Teófilo Stevenson · Kuba      | Mircea Simon · Rumänien          | John Tate · USA Clarence Hill · Bermuda                         |

## Medaljfördelning
| Medaljfördelning |                |      |        |       |        |
| Placering        | Nation         | Guld | Silver | Brons | Totalt |
| 1                | USA            | 5    | 1      | 2     | 8      |
| 2                | Kuba           | 3    | 3      | 2     | 7      |
| 3                | Östtyskland    | 1    | 1      | 0     | 2      |
| 4                | Polen          | 1    | 0      | 4     | 5      |
| 5                | Nordkorea      | 1    | 0      | 0     | 1      |
| 6                | Rumänien       | 0    | 2      | 3     | 5      |
| 7                | Sovjetunionen  | 0    | 1      | 3     | 4      |
| 8                | Jugoslavien    | 0    | 1      | 1     | 2      |
| 9                | Venezuela      | 0    | 1      | 0     | 1      |
| 10               | Storbritannien | 0    | 0      | 1     | 1      |
| 10               | Mexiko         | 0    | 0      | 1     | 1      |
| 10               | Bulgarien      | 0    | 0      | 1     | 1      |
| 10               | Västtyskland   | 0    | 0      | 1     | 1      |
| 10               | Bermuda        | 0    | 0      | 1     | 1      |